# Sherlock Holmes versus Arsène Lupin
Sherlock Holmes versus Arsène Lupin (cunoscut în America de Nord și unele părți ale Angliei ca Sherlock Holmes: Nemesis) este un joc video de aventură, produs de Frogwares. Este al patrulea joc video din seria Aventurile lui Sherlock Holmes, fiind lansat din octombrie 2007 de către Focus Home Interactive. Este precedat de jocul video din 2002 - Sherlock Holmes: Mystery of the Mummy, din 2004 - Sherlock Holmes: The Case of the Silver Earring și de cel din 2006 - Sherlock Holmes: The Awakened.
Jocul păstrează interfața la persoana întâi și stilul de joc din The Awakened. Sherlock Holmes versus Arsène Lupin prezintă aventurile lui Holmes și Watson, primul fiind provocat la o confruntare de legendarul hoț și gentleman Arsène Lupin, care amenință să fure cele mai prețuite comori ale Angliei. Este primul joc din serie care folosește un scenariu bazat pe stilul de-a șoarecele și pisica, al doilea fiind Sherlock Holmes versus Jack the Ripper.